# O du hochheilig Kreuze

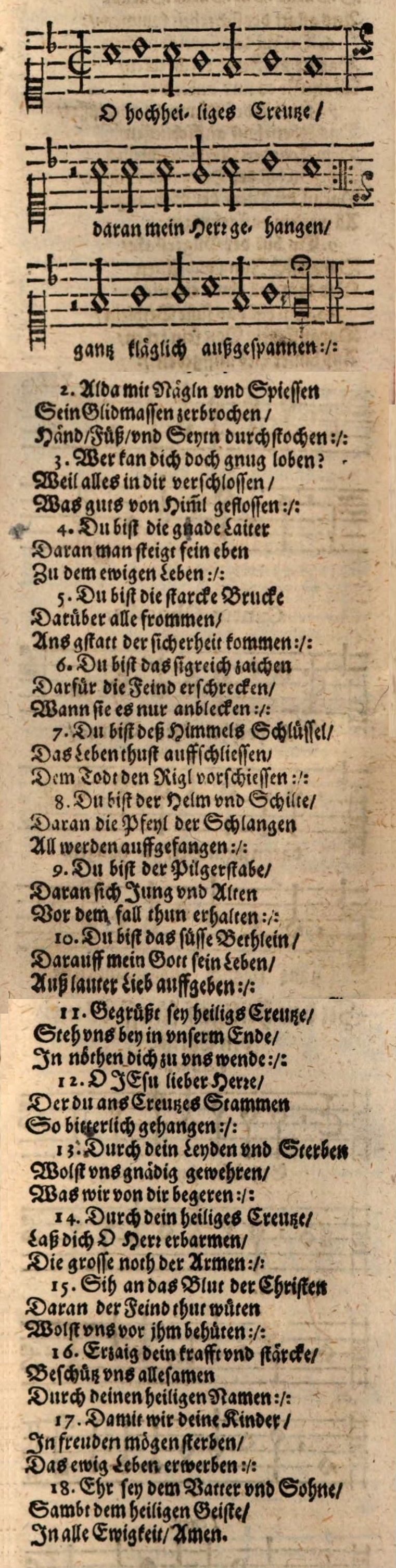
O hochheiliges Creutze, Druckfassung München 1631

O du hochheilig Kreuze ist ein katholisches geistliches Lied zur Kreuzverehrung. Text und Melodie sind ohne Verfasserangabe überliefert; beide erlebten seit dem frühesten erhaltenen Druck – Konstanz 1600 – zahllose Veränderungen. Das Gotteslob enthält eine zehnstrophige Fassung (Nr. 294). 

## Form und Inhalt
Der Text wird den Bemühungen vor allem der Jesuiten zugeordnet, im Zeitalter der Gegenreformation und der tridentinischen Erneuerung die Volksfrömmigkeit zu beleben. Dem dienten u. a. Wallfahrten und Prozessionen, und als Wallfahrts- und Prozessionslied zum Heiligen Kreuz, nicht für die eigentliche Liturgie, entstand O du hochheilig Kreuze. An den ursprünglich responsorischen Gesang erinnern die Einfachheit und Kürze der nur dreizeiligen Strophen und die Wiederholung der letzten Zeile (im Gotteslob von 1975 getilgt, 2013 wiederhergestellt).
Aus den sieben Strophen von 1600 waren 1631 schon 18 geworden. Die ersten drei – die auch die Gotteslobfassung eröffnen – erinnern, in Anrede an das Kreuz, die Passion Jesu und bekennen in Form einer rhetorischen Frage die Unmöglichkeit, die Heilsbedeutung des Kreuzes „genug [zu] loben“. Daran schließt sich eine prinzipiell unabschließbare Reihe von Bildern für diese Heilsbedeutung an (Strophen 4–10): „Du bist“ Leiter, Brücke, Siegeszeichen, Himmelsschlüssel, Helm und Schild, Pilgerstab, süßes Bett. Nach einem erneuten Gruß an das Kreuz und Bitte um Hilfe in der Sterbestunde (Strophe 11) folgt ein an Jesus selbst gerichtetes Gebet um Schutz im Leben und im Sterben mit Fürbitte für die Armen und – Reflex der Türkenkriege – für die verfolgten Christen (Strophen 12–17). Von diesem Jesusgebet finden sich die letzten beiden Strophen auch in der Gotteslobfassung, hier jedoch weiterhin an das Kreuz gerichtet.
Heute wird das Lied vielerorts regelmäßig zur Kreuzverehrung in der Karfreitagsliturgie gesungen.

## Heute gebräuchlicher Text
| 1. O du hochheilig Kreuze, daran mein Herr gehangen \|: in Schmerz und Todesbangen. :\|               | 6. Du bist das Siegeszeichen, davor der Feind erschricket, \|: wenn er es nur anblicket. :\|       |
| 2. Allda mit Speer und Nägeln die Glieder sind durchbrochen, \|: Händ, Füß und Seit durchstochen. :\| | 7. Du bist der Stab der Pilger, daran wir sicher wallen, \|: nicht wanken und nicht fallen. :\|    |
| 3. Wer kann genug dich loben, da du all Gut umschlossen, \|: das je uns zugeflossen. :\|              | 8. Du bist des Himmels Schlüssel, du schließest auf das Leben, \|: das uns durch dich gegeben. :\| |
| 4. Du bist die sichre Leiter, darauf man steigt zum Leben, \|: das Gott will ewig geben. :\|          | 9. Zeig deine Kraft und Stärke, beschütz uns all zusammen \|: durch deinen heilgen Namen, :\|      |
| 5. Du bist die starke Brücke, darüber alle Frommen \|: wohl durch die Fluten kommen. :\|              | 10. damit wir, Gottes Kinder, in Frieden mögen sterben \|: als seines Reiches Erben. :\|           |

## Melodie
Die Melodie, ursprünglich hypomixolydisch, wurde in einer Dur- und 6/4-Takt-Fassung (Erfurt 1630, Köln 1638) populär und so bis ins 20. Jahrhundert gesungen. Diese Fassungⓘ wurde auch für das Gotteslob 2013 gewählt, während für das Gotteslob 1975 auf eine geradtaktige Melodieversionⓘ (Straubing 1607) zurückgegriffen worden war.